# Wagneriana turrigera
Wagneriana turrigera är en spindelart som beskrevs av Schenkel 1953. Wagneriana turrigera ingår i släktet Wagneriana och familjen hjulspindlar.
Artens utbredningsområde är Venezuela. Inga underarter finns listade i Catalogue of Life.